# Condados da Polônia
Um powiat (pronúncia "poviat"; plural, powiaty) é a unidade de segundo nível do governo local e administração na Polônia, equivalente a um concelho português, distrito ou prefeitura (UAL 1, antigo NUTS-4) em outros países.
Nota linguística: O termo powiat é frequentemente traduzido para o português, a partir do inglês, como "condado". É indiscutivelmente preferível deixar tais denominações nacionais de níveis de governo sem tradução para evitar a falsa ideia de semelhança, por exemplo, a estrutura de governo de um county do Reino Unido é diferente da do powiat da Polônia (Bankauskaite et al. 2007).
Um powiat é parte de uma unidade maior ou província chamada "voivodia" (em polonês, województwo). Por sua vez um powiat é geralmente subdividido em gminy (algumas vezes chamadas de municipalidades ou comunas). No entanto, os mais importantes municípios e cidades funcionam como powiaty independentes, com direitos próprios, sem qualquer subdivisão em gminy. Estes são chamados powiaty urbanos (em polonês powiaty grodzkie, ou, mais formalmente miasta na prawach powiatu, que significa "cidades com os direitos de um powiat"). Os outros, powiaty verdadeiros, são chamados de condados rurais (em polonês: powiaty ziemskie).
A partir de 2008, existem 379 entidades a nível de powiat na Polônia: 314 powiat rurais e 65 powiat urbanos.

## História
A história dos powiaty poloneses remonta à segunda metade do século XIV. Eles permaneceram sendo as unidades básicas da organização territorial na Polônia, desde a época da República das Duas Nações, até à última partição em 1795.
No século XIX, os powiaty continuaram a existir na parte da Polônia que havia sido incorporada pelo Império Russo ("Polônia do Congresso"), e no equivalente polonês do alemão "Kreis" no governo alemão do Grão-Ducado de Poznań.
Depois que a Polônia readquiriu a sua independência em 1918, os powiaty tornaram-se novamente as unidades territoriais básicas do país.
Os powiaty foram substituídos em 1975 por um grande número de voivodias, mas foram reintroduzidos em 1 de janeiro de 1999. Essa reforma criou 16 voivodias maiores.

## Funcionamento
O Poder Legislativo no âmbito de um powiat é exercido por um conselho eleito (rada powiatu), enquanto que o Poder Executivo local é exercido pelo starosta, que é eleito por aquele conselho. Os cargos administrativos liderados pelo starosta são chamados de starostwo. No entanto, nos condados urbanos (powiaty grodzkie) estas instituições não existem separadamente - suas competências e funções são exercidas pelo conselho da cidade (rada miasta), o prefeito eleito diretamente (burmistrz ou prezydent), e os cargos municipais (urząd miasta).
Em alguns casos, um powiat tem a sua sede fora do seu próprio território. Por exemplo, o condado de Poznań (powiat poznański) tem seu gabinete em Poznań, apesar de Poznań ser um condado urbano, e portanto, não fazer parte do condado de Poznań.
Os powiaty têm relativamente poderes limitados, uma vez que muitos assuntos locais e regionais são tratados ou a nível de gmina ou de voivodia. Algumas das principais áreas em que as autoridades do powiat têm poderes de decisão e competências incluem:
- a educação escolar a nível de ensino secundário (as escolas primárias e liceus são geridos pelas gminy)
- a saúde (a nível de condado)
- os transportes públicos (a nível de condado)
- a manutenção de determinadas estradas
- o levantamento topográfico das terras
- a emissão de licenças de trabalho para estrangeiros
- as matrículas do veículos (ver matrículas de automóveis da Polônia)

## Nomes e equivalentes em português
O nome polonês de um condado rural consiste da palavra powiat seguido por um adjetivo do gênero masculino (uma vez que powiat é um substantivo masculino). Na maioria das vezes, este adjetivo é formado a partir do nome da cidade ou município onde o condado tem a sua sede. Assim, o condado com sede no município de Kutno é chamado de powiat kutnowski (condado de Kutno). Note que no polonês moderno, ambas as partes do nome são escritas em minúscula, porém, os nomes de powiaty no Grão-Ducado de Poznań eram escritos em maiúscula. Se o nome da sede inclui um substantivo seguido por um adjetivo, como em Maków Mazowiecki ("Maków mazoviana"), o adjetivo geralmente será formado apenas do substantivo (powiat makowski). Há também alguns poucos condados cujos nomes são derivados de nomes de duas cidades (como em powiat czarnkowsko-trzcianecki, condado de Czarnków-Trzcianka), a partir do nome de uma cidade e um adjetivo geográfico (powiat łódzki wschodni, condado de Łódź Oriental), ou uma cordilheira (powiat tatrzański, condado de Tatra).
Há mais do que uma forma de traduzir tais nomes para o português. Um método comum é o de traduzir os nomes como "Condado de (alguma coisa)", como nos exemplos acima. (Este é o sistema usado como padrão na Wikipédia.) Assim, na maioria dos casos, o nome em português para um powiat consiste das palavras "Condado de", seguido pelo do nome da cidade ou município onde está a sua sede.
Note que diferentes condados, às vezes têm o mesmo nome em polonês, uma vez que os nomes de municípios diferentes podem ter o mesmo adjetivo derivado. Por exemplo, os condados com suas sedes em Grodzisk Wielkopolski e Grodzisk Mazowiecki são ambos chamados de powiat grodziski, e aqueles com sedes em Brzeg e Brzesko são ambos chamados de powiat brzeski. Em português esta ambiguidade, ou não ocorre (condado de Brzeg e condado de Brzesko) ou pode ser evitada utilizando o nome completo da sede (condado de Grodzisk Wielkopolski e condado de Grodzisk Mazowiecki).